# Opera Shaoxing
L'opera Shaoxing, conosciuta anche come opera Yue (越劇T, 越剧S, YuèjùP), è la seconda più importante categoria di teatro d'opera, presente in Cina.

## Storia
Prima del 1906, l'opera Yue era tipica esclusivamente nella contea di Shengzhou. Principalmente le trame di queste opere trattano argomenti comuni della vita rurale e contadina, e sono caratterizzate da un forte realismo e aderenza alla vera vita quotidiana delle campagne. La Seconda guerra dell'oppio creò gravi danni alla economia della contea di Shengzhou e quando il lavoro nelle campagne cominciava a non dare più sufficiente sostentamento, alcune famiglie migrarono ed i contadini trovarono in questa forma di teatro tradizionale, un modo per racimolare un po' di denaro esibendosi nelle città vicine più grandi.
Col passare degli anni, questa forma primitiva di teatro trovò le sue prime forme di esibizione canoniche, e gli artisti che si esibivano cominciarono ad integrare anche strumenti musicali tradizionali e folkloristici. Gradualmente questa forma di teatro diventò molto famosa in tutta la regione dello Zhejiang e nelle regioni limitrofe.